# Trichocladium englandense
Trichocladium englandense är en svampart som beskrevs av K.D. Hyde & Goh 1999. Trichocladium englandense ingår i släktet Trichocladium och familjen Chaetomiaceae.   Inga underarter finns listade i Catalogue of Life.